# Adalbert von Oberalteich
Adalbert von Oberalteich, auch Albert von Oberaltaich (* 1239 in Haigerloch; † 26. November 1311 in Oberaltaich), war ein deutscher Benediktinermönch.

## Leben
Der aus einer Familie des schwäbischen Niederadels stammende Adalbert trat 1261 als Benediktinermönch in das Kloster Oberaltaich ein, in dem er zum Prior aufstieg und als Pfarrer von Altaich tätig war. Daneben wirkte er als Leiter der Klosterschule und des Skriptoriums. Ein besonderes Engagement der Schaffung eines Leprosen-Hospitals. Seine um 1345 verfasste Lebensbeschreibung betont seinen asketischen Lebensstil und seine mystische Begabung.
Sein Hochgrab mit einer Rotmarmor-Deckplatte von 1395 wurde 1630 in die nördliche Albertuskapelle der neuerrichteten Abteikirche Oberaltaich transferiert, zugleich setzten auch die Bestrebungen zu seiner offiziellen Seligsprechung ein. Sein Gedenktag ist der 26. November.